# Cabaniszaunkönig
Der Cabaniszaunkönig (Cantorchilus modestus) ist eine Vogelart aus der Familie der Zaunkönige (Troglodytidae), die in Mexiko, Guatemala, Honduras, El Salvador, Nicaragua und Costa Rica verbreitet ist. Der Bestand wird von der IUCN als nicht gefährdet (Least Concern) eingeschätzt. Die Art gilt als monotypisch.

## Merkmale
Der Cabaniszaunkönig erreicht eine Körperlänge von etwa 12,5 bis 14,0 cm bei einem durchschnittlichen Gewicht der Männchen von 19,7 g und der Weibchen von 17,9 g. Er wirkt mit wenig Gesichtsmarkierungen oder auffälligen Streifen etwas bieder im Vergleich zu anderen Zaunkönigen. Er hat einen weißen Überaugenstreif, die Zügel sind grau und der Augenstreif ist graubraun. Die Wangen und die Ohrdecken sind dunkel gräulich braun und grauweiß gesprenkelt. Der Oberkopf ist dunkel graubraun, der Rücken rötlich braun und der Bürzel orange rötlich. Die Handschwingen und die Armschwingen wirken warm braun mit unauffälligen Streifen. Die rötlichen braunen Steuerfedern sind von dunkleren breiten Binden durchzogen. Die Kehle ist weiß, die Brust hell gräulich gelbbraun, die Mitte des Bauchs gelbbraunweiß. Die Flanken, die Bauchseiten und die Unterschwanzdecken sind warm orangegelbbraun. Die Augen sind hell rötlich braun, der Oberschnabel dunkelbraun, der Unterschnabel blass  bleiblau und die Beine bläulich schieferfarben. Beide Geschlechter ähneln sich. Jungtiere haben dunkelbraune Augen und einen fleischfarbenen Unterschnabel. Er ist kleiner als der Zeledonzaunkönig (Cantorchilus zeledoni) und seine Farbtönung wirkt wärmer. Der Panamazaunkönig (Cantorchilus elutus) wirkt in der Färbung matter und blasser. Dessen Schnabel ist länger, der Schwanz kürzer und die Augen sind gelb.

## Verhalten und Ernährung
Der Cabaniszaunkönig ernährt sich überwiegend von Insekten und Webspinnen. Ein ausgewachsenes Tier wurde dabei beobachtet, wie es Beeren zu seinen Nestlingen brachte. Meist ist er bei der Futtersuche in Paaren unterwegs und bewegt sich in der dichten Vegetation der relativ niederen Straten, gelegentlich auch in den oberen Baumbereichen. Einmal wurde beobachtet, dass er die Eier andere Arten angriff, aber vermutlich nur, um Nahrungskonkurrenten zu dezimieren.

## Lautäußerungen
Der Gesang des Cabaniszaunkönigs besteht aus einem lauten Grundmuster aus drei bis vier Pfiffen, die wie tschin-tschir-gui oder tschin-tschiri-gui klingen. Gelegentlich geben diese nur die Männchen von sich, doch regelmäßig erschallt dieser völlig antiphonisch durch beide Geschlechter. Das Männchen gibt dabei die ersten zwei oder drei Töne von sich, die das Weibchen abschließen. Männchen ohne Partner singen sanfter und weniger schrill. Gerade entflogene Nestlinge singen sehr unterschiedlich zu erwachsenen Vögeln. Dieses hört sich dann wie ein chaotisches abschweifendes Lied an, welches sehr an die Katzendrossel (Dumetella carolinensis) erinnert. Außerdem gibt er raue tschur und klingelnde tschi-tschi-tschi-Laute von sich.

## Fortpflanzung
Der Brutsaison des Cabaniszaunkönigs in Costa Rica ist relativ langwierig. Aktive Nester wurden von Januar bis September gefunden. Das ellipsenförmige Nest hat eine kurze horizontale Achse. Der Seiteneingang ist nach unten gerichtet und gelegentlich durch einen Sturz abgesichert. Es wird aus Gras- und Pflanzenfasern gebaut, mit Pflanzenabwurf ausgelegt und in ca. 0,5 bis 3 Meter über dem Boden in dichtem Gestrüpp platziert. Das Schlafnest ist oft dünner und ohne Ausschmückung. Ein Gelege besteht aus zwei weißen Eiern ohne Markierungen, selten aus drei. Die Bebrütung erfolgt ausschließlich durch das Weibchen und dauert 18 Tage. Die Zeit, bis die Nestlinge flügge werden, dauert ca. 14 Tage und mehr.

## Verbreitung und Lebensraum
Der Cabaniszaunkönig bevorzugt Waldränder, Sekundärvegetation, Gärten mit ausreichend Vegetation, zugewachsene Zitrusplantagen mit Epiphyten und ähnliche Lebensräume. Dabei ist es ihm egal, ob es sich um feuchte oder trockene Gebiete handelt. Er bewegt sich in Höhenlagen von Meeresspiegel bis etwa 2000 Metern.

## Migration
Es wird vermutet, dass der Cabaniszaunkönig ein Standvogel ist.

## Unterarten
Lange wurde der Zeledonzaunkönig (Cantorchilus zeledoni (Ridgway, 1878)), der Panamazaunkönig (Cantorchilus elutus (Bangs, 1902)), Thryothorus modestus roberti Phillips, AR, 1986 und Thryothorus modestus vanrossemi Phillips, AR, 1986 als Unterart des Cabaniszaunkönigs betrachtet. Heute gelten C. m. roberti und C. m. vanrossemi als Synonyme für Cabaniszaunkönig. Bei einer weiteren potentiellen Unterart aus Belize ist der Status noch nicht geklärt.

## Etymologie und Forschungsgeschichte
Die Erstbeschreibung des Cabaniszaunkönigs erfolgte 1861 durch Jean Louis Cabanis unter dem wissenschaftlichen Namen Thryothorus modestus. Das Typusexemplar wurde von Alexander von Frantzius (1821–1877) bei San José gesammelt. 2006 führte Nigel Ian Mann, Frederick Keith Barker, Jefferson Alden Graves, Kimberly Anne Dingess-Mann und Peter James Bramwell Slater die für die Wissenschaft neue Gattung Cantorchilus ein. Dieser Name leitet sich von »cantus« für »Lied« und »orkhilos ορχιλος« für »Zaunkönig« ab. Der Artname »modestus« bedeutet »einfach, schlicht, anspruchslos« von »modus« für »Maß, Standard«. »Roberti« ist Robert Ridgway  gewidmet, »vanrossemi« Adriaan Joseph van Rossem.